# Клайфриск
Клайфриск (з.-фриз. Klaaifrysk) — один из четырёх основных диалектов западнофризского языка. На нём говорят в регионе Клай, северо-западной части провинции Фрисландия, которая примерно ограничена водной территорией региона Зёйдвестхук на юге, городом Леуварден и национальным парком Де-Оде-Фиэнен на востоке, регионом Хет-Билдт на севере, Ваттовым морем на северо-западе и заливом Эйсселмер на западе. Клайфриск получил своё название благодаря области своего распространения, региону Клай (от з.-фриз. Klaai — глинистая  почва), где почва состоит из жирной морской глины. Согласно оценке, основанной на данных за 2004 год, около 95000 человек в провинции Фрисландия говорят на этом диалекте; сколько фризов говорят на клайфриск за пределами провинции, неясно.

## Различия с воуденфриск
Различия между клайфриск и воуденфриск, другим основным западнофризским диалектом, настолько малы, что в этом контексте слово «диалекты» на самом деле является преувеличением; можно было бы говорить о «языковых вариантах». Тем не менее, есть некоторые, по крайней мере для фризов, разительные различия как в фонологическом, так и в лексическом аспектах.

### Фонологические различия
По общепринятому мнению, наиболее известное различие между клайфриск и воуденфриск составляют слова «my», «dy», «hy», «sy», «wy» и «by», которые произносятся в клайфриск как [ɛi̭]. В воуденфриск, однако, эти слова произносятся с [i]. Кроме того, существует почти такое же известное различие в произношении дифтонгов «ei», «ai» и «aai». В клайфриск «ai» произносится как короткий [ɔi̭], как в немецком слове Leute, а «ei» и «aai» воспроизводятся как более долгий вариант [ɔ:i̭], который в западнофризском можно записать как «ôi». Однако в воуденфриск «ei», «ai» и «aai», как и в нидерландском, произносятся как [ɛi̭], [ai̭] и [a:i̭] соответственно. Другими словами, в клайфриск нет разницы в произношении между «ei» и «aai», в то время как в воуденфриск нет разницы в произношении между «ei» и «ij».
Другие, менее известные звуковые различия включают в себя:
| Клайфриск | Воуденфриск |
| --------- | ----------- |
| do        | dû          |
| prom      | prûm        |
| tomme     | tûme        |
| neaken    | nêken       |
| kreakje   | krêkje      |
| weak      | wêk         |
| gers      | gjers       |
| kers      | kjers       |
| kel       | kjel        |

В стандартном западнофризском языке, который допускает значительные различия, обе формы обычно допускаются. В примерах, приведенных в таблице, обе формы также используются в письменном языке. Помимо «my», «dy», «hy», «sy», «wy» и «by», словарь также содержит более редкие формы «mij», «dij», «hij», «sij», «wij» и «bij»; обычно они употребляются только в том случае, когда носители клайфриск сознательно хотят писать на своём собственном диалекте.

### Лексические различия
Существует только девятнадцать лексических различий между клайфриск и воуденфриск. Примеры включают в себя:
| Клайфриск      | Воуденфриск          |
| -------------- | -------------------- |
| sneon          | saterdei             |
| eamel eamelder | mychammel mychhimmel |
| flues          | flij                 |
| harke          | riuwe                |
| sûch           | mot                  |